# Schacholympiade 2024
Die Schacholympiade 2024 war ein Mannschaftsturnier im Schach, das vom 10. bis zum 22. September 2024 in Budapest (Ungarn) ausgetragen wurde. Es war die 45. Schacholympiade des Weltschachbundes FIDE. Austragungsstätte war die BOK-Halle in einem Veranstaltungskomplex, zu dem auch die Papp László Budapest Sportaréna gehört. Die Mannschaft aus Indien gewann die offene Olympiade vor den Mannschaften aus den USA und Usbekistan mit vier Punkten Abstand. Bei der offenen Olympiade (bzw. der offenen Klasse oder dem offenen Turnier) durften Männer und Frauen teilnehmen. Auch im parallel stattfindenden Turnier der Frauen (hier waren Männer nicht spielberechtigt) gewann Indien vor den Teams aus Kasachstan und den USA.

## Beteiligung

### Teilnehmende Mannschaften, Debütanten
Ursprünglich hatten 197 Mannschaften für das offene und 183 Teams für das Frauenturnier gemeldet.
Nachdem einige Mannschaften verspätet eingetroffen waren, nahmen im offenen Turnier 188 Mannschaften und in der Olympiade der Frauen 169 Teams den Wettkampf auf. Damit wurden jeweils neue Teilnahmerekorde aufgestellt.
Erstmals bei einer Schacholympiade waren folgende Länder am Start: Belize, Burkina Faso, Grenada, Kambodscha, Isle of Man und Vanuatu. Im Frauenturnier waren 15 Mannschaften am Start, die zuvor nicht an einer Schacholympiade der Frauen teilgenommen hatten.
Außerdem war in beiden Turnieren die Teilnahme eines Refugee Team mit geflüchteten Spielern angekündigt, analog der bereits etablierten Praxis bei anderen sportlichen Großereignissen (Olympische Spiele, Weltmeisterschaften in der Leichtathletik oder im Schwimmen). Die Teilnahme der Mannschaften scheiterte jedoch – wie auch bei einigen anderen Teams – an Visaproblemen.
Gastgeber Ungarn brachte in beiden Turnieren je drei Teams an den Start.

### Teilnehmende Spieler und Spielerinnen
Im offenen Turnier durften Männer und Frauen gleichermaßen antreten. Es waren fünf Frauen am Start, darunter zwei in der Vertretung des Senegal.
Aus den Top 30 der aktuellen Elo-Rangliste waren 22 Spieler am Start. Höchstgewertete fehlende Spieler waren Hikaru Nakamura, Alireza Firouzja und Viswanathan Anand. Der Russe Jan Nepomnjaschtschi fehlte wegen Suspendierung seines Verbandes.
Im Turnier der Frauen verzichtete China auf seine Spitzenspielerinnen, die zu diesem Zeitpunkt die ersten vier Plätze der FIDE-Elo-Rangliste belegten. Auch die nachfolgenden Spielerinnen fehlten aus unterschiedlichen Gründen. Somit war von den Top Ten der FIDE-Rangliste nur die neuntplatzierte Nana Dsagnidse (Georgien) am Start. Aus den ersten 30 der Rangliste waren 15 Spielerinnen in ihren Mannschaften aufgestellt.

### Favoriten
Gemäß der Setzliste waren im offenen Turnier die USA, Indien und China die Medaillenanwärter. Die weitere Spitzengruppe bildeten Titelverteidiger Usbekistan (mit der kompletten Siegermannschaft von 2022), die Niederlande, Norwegen, Deutschland, England und Gastgeber Ungarn. Norwegen profitierte in der Setzliste allerdings von der sehr hohen Elo-Zahl des Exweltmeisters Magnus Carlsen.
Im Frauenturnier waren Indien und Georgien mit einigem Vorsprung an der Spitze gesetzt. Dahinter folgten Polen, China (Sieger von 2018, 2022 nicht am Start) und die Titelverteidigerinnen aus der Ukraine. Hinter Aserbaidschan und den USA war die deutsche Mannschaft auf Platz 8 gesetzt.

## Austragungsmodus
Beide Turniere fanden über je elf Runden nach Schweizer System statt. Nach der sechsten Runde gab es am 17. September den einzigen Ruhetag. Zu jeder Mannschaft gehörten vier Spieler bzw. Spielerinnen und maximal ein Ersatzspieler bzw. eine Ersatzspielerin.

### Bedenkzeit
Die Bedenkzeit betrug 90 Minuten für 40 Züge plus 30 Minuten für den Rest der Partie. Vom ersten Zuge an erhielten die Spieler 30 Sekunden Zuschlag pro Zug. Die Wartezeit auf verspätete Spieler zu Beginn der Partie betrug 15 Minuten.

### Wertung
Für einen Sieg gab es zwei Mannschaftspunkte, bei einem Unentschieden je einen für jedes Team. Spielfrei ausgeloste Mannschaften wurden mit einem Mannschaftspunkt und zwei Brettpunkten gewertet. Ein kampfloser Sieg gegen eine zugeloste, aber nicht angetretene Mannschaft brachte hingegen zwei Mannschafts- und vier Brettpunkte.
Bei Punktgleichheit der Mannschaftspunkte entschied zuerst die Olympiade-Sonneborn-Berger-Wertung, dann die Anzahl der Brettpunkte. Nächstes Wertungskriterium wäre die Olympiade-Buchholz-Wertung gewesen, die jedoch in keinem Fall zur Ermittlung der Platzierungen benötigt wurde.

## Offene Klasse

### Turnierverlauf
Vor dem einzigen Ruhetag lagen im offenen Turnier fünf Mannschaften aus Asien an der Spitze. Als einzige Mannschaft ohne Punktverlust führte Indien das Feld an. Dahinter folgten mit 11:1 Punkten die Teams aus Vietnam und China bei je fünf Siegen und einem Unentschieden im Spiel gegeneinander. Die Überraschungsmannschaft aus Vietnam hatte u. a. Titelverteidiger Usbekistan besiegt. Mit ebenfalls 11 Punkten folgte auf Platz 4 der Iran. Die Usbeken führten an fünfter Stelle eine Gruppe von zehn Mannschaften mit je 10:2 Punkten an. Erst dahinter folgte die an Nummer 1 gesetzte USA-Mannschaft nach einer Niederlage gegen die Ukraine und einem Unentschieden gegen Rumänien. Die Auswahl des Deutschen Schachbunds hatte bereits zweimal verloren (gegen Litauen und Montenegro) und lag mit 8:4 Punkten auf Platz 23.
Runde 7
Indien behielt durch einen knappen Sieg über China seine weiße Weste. Dabei gewann WM-Herausforderer D. Gukesh die Partie am Spitzenbrett gegen Wei Yi. Die Chinesen hatten wenige Wochen vor dem WM-Kampf in dieser Runde auf ihre nominelle Nummer 1, Weltmeister Ding Liren, verzichtet. Alleiniger Zweiter war nun der Iran, der den Vietnamesen ihre erste Niederlage zufügte. Mit je 12:2 Punkten folgten Usbekistan (Sieg gegen die Ukraine), Ungarn (Sieg gegen Litauen), Armenien (Sieg gegen England) und Serbien (Sieg gegen die Niederlande).
Runde 8
Indien gelang gegen den Tabellenzweiten Iran ein Kantersieg mit 3½:½. Unter den Verfolgern setzten sich Gastgeber Ungarn und Titelverteidiger Usbekistan jeweils knapp gegen Armenien und Serbien durch und übernahmen die Plätze 2 und 3. Mit je 13:3 Punkten folgten dann China, die USA und der Iran. Die deutsche Mannschaft gewann hoch gegen Kroatien und schob sich mit sechs Siegen und zwei Niederlagen auf Position 8.
Runde 9
Trotz des ersten Punktverlustes (vier Remispartien gegen Usbekistan) hielten die Inder den Zwei-Punkte-Vorsprung. Die USA und China schlossen durch knappe Siege über Ungarn bzw. den Iran zu den Usbeken auf.
Runde 10
Mit einem Sieg im Spitzenspiel gegen die USA behielten die Inder ihren klaren Vorsprung in der Tabelle. Dabei verlor überhaupt zum ersten Mal ein indischer Spieler eine Partie, als R. Praggnanandhaa gegen Wesley So unterlag. D. Gukesh und Arjun Erigaisi machten dies aber mehr als wett. Beide standen vor der Schlussrunde bei 8 bzw. 9 Punkten aus 9 bzw. 10 Partien. Mit zwei Mannschaftspunkten Rückstand folgten die Chinesen nach einem Erfolg gegen Usbekistan. Mit einem weiteren Punkt Rückstand lag Slowenien (Sieger gegen die Niederlande) erstmals auf einem Medaillenplatz. Die nächste Verfolgergruppe mit 15:5 Punkten bestand jetzt aus acht Mannschaften.
Runde 11
Auch in der Schlussrunde setzten die Inder ihre eindrucksvolle Erfolgsserie fort. Sie bezwangen Slowenien mit 3½:½, wobei Gukesh und Erigaisi erneut ihre Partien gewannen. Damit betrug der Vorsprung des neuen Olympiade-Siegers ganze vier Mannschaftspunkte, da Verfolger China gegen die USA knapp unterlag. Die Chinesen fielen damit noch aus den Medaillenrängen. Silber ging an die USA vor Titelverteidiger Usbekistan, das sich in der 11. Runde gegen Frankreich durchsetzte. Hinter Serbien und Armenien belegte Deutschland als wertungsbeste Mannschaft aus dem Feld mit 16:6 Punkten Platz 7. Die in der ersten Turnierhälfte auftrumpfenden Teams aus Vietnam und dem Iran fielen mit 14 Punkten noch auf die Plätze 25 und 26 zurück. Die österreichische Mannschaft erreichte Platz 32, die Schweizer Platz 44.

### Ergebnis
| Platz | Mannschaft          | S  | U | N | MP | OSB   | BP   |
| ----- | ------------------- | -- | - | - | -- | ----- | ---- |
| 1     | Indien              | 10 | 1 | 0 | 21 | 476,5 | 35,0 |
| 2     | Vereinigte Staaten  | 8  | 1 | 2 | 17 | 395,0 | 29,5 |
| 3     | Usbekistan          | 8  | 1 | 2 | 17 | 387,0 | 29,0 |
| 4     | Volksrepublik China | 8  | 1 | 2 | 17 | 379,5 | 28,0 |
| 5     | Serbien             | 8  | 1 | 2 | 17 | 360,5 | 29,0 |
| 6     | Armenien            | 8  | 1 | 2 | 17 | 335,0 | 27,5 |
| 7     | Deutschland         | 8  | 0 | 3 | 16 | 354,5 | 30,5 |
| 8     | Aserbaidschan       | 7  | 2 | 2 | 16 | 351,0 | 28,5 |
| 9     | Slowenien           | 8  | 0 | 3 | 16 | 341,5 | 29,5 |
| 10    | Spanien             | 7  | 2 | 2 | 16 | 339,0 | 28,0 |
|       |                     |    |   |   |    |       |      |
| 32    | Österreich          | 6  | 2 | 3 | 14 | 289,5 | 24,5 |
|       |                     |    |   |   |    |       |      |
| 44    | Schweiz             | 5  | 3 | 3 | 13 | 292,0 | 26,5 |
|       |                     |    |   |   |    |       |      |
| 71    | Belgien             | 4  | 4 | 3 | 12 | 234,0 | 23,5 |
|       |                     |    |   |   |    |       |      |
| 81    | Luxemburg           | 5  | 2 | 4 | 12 | 203,5 | 23,5 |
|       |                     |    |   |   |    |       |      |
| 95    | Liechtenstein       | 3  | 5 | 3 | 11 | 274,0 | 22,0 |

## Schacholympiade der Frauen

### Turnierverlauf
Auch hier lag nach sechs Runden das Team aus Indien allein und ohne Punktverlust an der Spitze. Dahinter folgten Georgien und Polen, die jeweils ein Unentschieden (gegen Rumänien bzw. Griechenland) abgegeben hatten. Damit entsprachen die Podiumsplätze zu diesem Zeitpunkt der Setzliste. Die Gruppe mit 10:2 Punkten umfasste am Ruhetag neun Mannschaften, darunter aus den Top-Ten der Setzliste die USA, Spanien (beide mit Niederlagen gegen die Mongolei) und Kasachstan (Niederlage gegen Indien) sowie Aserbaidschan, Deutschland und Titelverteidiger Ukraine, die jeweils bei zwei Unentschieden noch ungeschlagen waren. Weiterhin befanden sich Armenien, die Mongolei und Frankreich in dieser Gruppe. Die deutschen Damen hatten dabei jeweils ein Unentschieden gegen Slowenien und Argentinien abgegeben. Die an Position vier gesetzten Chinesinnen lagen nach Niederlagen gegen Armenien und Polen nicht auf den vorderen 20 Plätzen.
Runde 7
Analog zum offenen Turnier blieb Indien auch hier als einzige Mannschaft verlustpunktfrei. Die Inderinnen bezwangen das auf Position 2 gesetzte Georgien durch zwei Schwarzsiege mit 3:1. Mit zwei Punkten Rückstand folgten Polen (nach einem 2:2 gegen Titelverteidiger Ukraine) sowie Kasachstan und Frankreich nach Siegen gegen Aserbaidschan bzw. Spanien. Die deutsche Mannschaft blieb durch das Unentschieden gegen die Mongolei ungeschlagen und lag in einer Gruppe von zehn Mannschaften mit je 11:3 Punkten.
Runde 8
Die Siegesserie der indischen Spielerinnen endete mit einer Niederlage gegen Polen. Alina Kaschlinskaja und Monika Soćko gewannen an den beiden vorderen Brettern. Damit schloss Polen nach Mannschaftspunkten zu Indien auf. Das gelang auch der kasachischen Vertretung durch einen Sieg über Frankreich. Mit einem Punkt Rückstand folgten die USA, Armenien und die Ukraine. Die deutschen Frauen waren als eines von nur noch drei Teams ungeschlagen (mit Polen und der Ukraine), lagen nach ihrem vierten Unentschieden (diesmal gegen die Niederlande) auf Platz 11.
Runde 9
Indien kam gegen die USA nur zu einem Unentschieden, so dass nun Kasachstan mit einem Sieg gegen Polen alleiniger Spitzenreiter war. Auf den Plätzen 3 bis 11 folgte eine Gruppe von Mannschaften mit je 14:4 Punkten, angeführt von China und Armenien. In dieser Gruppe befanden sich mit Deutschland (Sieg gegen England) und der Ukraine auch die beiden einzigen ungeschlagenen Teams.
Runde 10
In der vorletzten Runde mussten auch die letzten ungeschlagenen Teams eine Niederlage einstecken. Deutschland unterlag gegen Polen, die Ukraine gegen die USA. Da es im Spitzenspiel zwischen Kasachstan und Georgien vier Remis gab, übernahm wieder Indien mit einem Sieg gegen China die Tabellenführung. Kasachstan kam ebenfalls auf 17:3 Punkte. Mit einem Punkt Rückstand folgten die USA und Polen.
Runde 11
Die indischen Frauen komplettierten den Doppelerfolg ihres Landes bei dieser Schacholympiade. Mit einem deutlichen Sieg in der letzten Runde gegen Aserbaidschan erreichten sie schließlich einen Punkt Vorsprung auf Kasachstan, das zum Schluss gegen die USA nur zu einem Unentschieden kam. Die Kasachinnen verteidigten Platz 2 und errangen damit den bisher größten Erfolg ihres Landes im Schachsport. Die USA-Damen erhielten als wertungsbestes Team unter den Mannschaften mit 17 Punkten die Bronzemedaille.

### Ergebnis
| Platz | Mannschaft          | S | U | N | MP | OSB   | BP   |
| ----- | ------------------- | - | - | - | -- | ----- | ---- |
| 1     | Indien              | 9 | 1 | 1 | 19 | 432,0 | 31,0 |
| 2     | Kasachstan          | 8 | 2 | 1 | 18 | 371,0 | 29,5 |
| 3     | Vereinigte Staaten  | 7 | 3 | 1 | 17 | 418,0 | 30,5 |
| 4     | Spanien             | 8 | 1 | 2 | 17 | 402,0 | 32,5 |
| 5     | Armenien            | 7 | 3 | 1 | 17 | 391,0 | 30,5 |
| 6     | Georgien            | 7 | 3 | 1 | 17 | 388,0 | 29,0 |
| 7     | Volksrepublik China | 8 | 0 | 3 | 16 | 434,0 | 34,5 |
| 8     | Ukraine             | 6 | 4 | 1 | 16 | 355,5 | 27,5 |
| 9     | Polen               | 7 | 2 | 2 | 16 | 352,0 | 27,5 |
| 10    | Bulgarien           | 7 | 2 | 2 | 16 | 348,5 | 28,5 |
|       |                     |   |   |   |    |       |      |
| 19    | Schweiz             | 7 | 1 | 3 | 15 | 309,5 | 27,0 |
|       |                     |   |   |   |    |       |      |
| 22    | Deutschland         | 5 | 4 | 2 | 14 | 334,5 | 27,5 |
|       |                     |   |   |   |    |       |      |
| 42    | Österreich          | 6 | 1 | 4 | 13 | 264,5 | 23,5 |
|       |                     |   |   |   |    |       |      |
| 44    | Belgien             | 6 | 1 | 4 | 13 | 256,0 | 25,5 |
|       |                     |   |   |   |    |       |      |
| 64    | Luxemburg           | 6 | 0 | 5 | 12 | 222,5 | 24,0 |
|       |                     |   |   |   |    |       |      |
| 151   | Liechtenstein       | 3 | 1 | 7 | 07 | 077,5 | 14,5 |

## Weitere Ehrungen

### Gaprindaschwili-Cup
In der nach der früheren Schachweltmeisterin Nona Gaprindaschwili benannten Wertung werden die Ergebnisse der beiden Turniere zusammengefasst. Erstes Kriterium ist dabei die addierte Platzziffer (PZ) aus beiden Turnieren. Bei Gleichheit folgt die Summe der Mannschaftspunkte. Weitere Differenzierungen waren auf den vorderen Plätzen nicht erforderlich.
| Platz | Team                | PZ | MP |
| ----- | ------------------- | -- | -- |
| 1     | Indien              | 2  | 40 |
| 2     | USA                 | 5  | 34 |
| 3     | Armenien            | 11 | 34 |
| 4     | Volksrepublik China | 11 | 33 |
| 5     | Spanien             | 14 | 33 |
| 6     | Usbekistan          | 15 | 33 |
| 7     | Aserbaidschan       | 23 | 31 |
| 8     | Ukraine             | 24 | 31 |
| 9     | Georgien            | 25 | 32 |
| 10    | Deutschland         | 29 | 30 |

### Brettpreise
Jeweils getrennt für die Positionen 1 bis 5 in der Mannschaftsaufstellung wurden die besten Einzelspieler geehrt. Wertungskriterium war die im Turnier erzielte Elo-Performance bei einer Mindestzahl von acht gespielten Partien.

#### Offenes Turnier
"Brett 1"
| Spieler               | Perf. | Pkt. | Part. |
| --------------------- | ----- | ---- | ----- |
| D. Gukesh             | 3056  | 9    | 10    |
| Nodirbek Abdusattorov | 2884  | 9    | 11    |
| Magnus Carlsen        | 2810  | 6    | 8     |

"Brett 2"
| Spieler             | Perf. | Pkt. | Part. |
| ------------------- | ----- | ---- | ----- |
| Thai Dai Van Nguyen | 2783  | 9    | 10    |
| Toni Lazov          | 2763  | 7½   | 8     |
| Ediz Gürel          | 2755  | 9    | 11    |

"Brett 3"
| Spieler        | Perf. | Pkt. | Part. |
| -------------- | ----- | ---- | ----- |
| Erigaisi Arjun | 2968  | 10   | 11    |
| Yu Yangyi      | 2802  | 7½   | 10    |
| Lê Tuấn Minh   | 2795  | 9    | 11    |

"Brett 4"
| Spieler            | Perf. | Pkt. | Part. |
| ------------------ | ----- | ---- | ----- |
| Shamsiddin Vohidov | 2779  | 8    | 10    |
| Yu Yangyi          | 2802  | 7½   | 10    |
| Alan Pichot        | 2756  | 7½   | 9     |

"Brett 5"
| Spieler          | Perf. | Pkt. | Part. |
| ---------------- | ----- | ---- | ----- |
| Frederik Svane   | 2791  | 8    | 9     |
| Benjámin Gledura | 2692  | 7    | 10    |
| Velimir Ivić     | 2648  | 7    | 10    |

#### Schacholympiade der Frauen
"Brett 1"
| Spieler                   | Perf. | Pkt. | Part. |
| ------------------------- | ----- | ---- | ----- |
| Zhu Jiner                 | 2597  | 7    | 9     |
| Sarasadat Khademalsharieh | 2560  | 7½   | 9     |
| Nana Dsagnidse            | 2541  | 7    | 10    |

"Brett 2"
| Spieler         | Perf. | Pkt. | Part. |
| --------------- | ----- | ---- | ----- |
| Carissa Yip     | 2634  | 10   | 11    |
| Elisabeth Pähtz | 2477  | 7½   | 10    |
| Song Yuxin      | 2467  | 7    | 9     |

"Brett 3"
| Spieler                | Perf. | Pkt. | Part. |
| ---------------------- | ----- | ---- | ----- |
| Divya Deshmukh         | 2608  | 9½   | 11    |
| Sabrina Vega Gutiérrez | 2505  | 9½   | 11    |
| Elina Danieljan        | 2495  | 7½   | 10    |

"Brett 4"
| Spieler         | Perf. | Pkt. | Part. |
| --------------- | ----- | ---- | ----- |
| Vantika Agrawal | 2558  | 7½   | 9     |
| Alice Lee       | 2471  | 8    | 10    |
| Anna Sargsyan   | 2446  | 8    | 10    |

"Brett 5"
| Spieler            | Perf. | Pkt. | Part. |
| ------------------ | ----- | ---- | ----- |
| Dana Kochavi       | 2676  | 8    | 8     |
| Nodira Nadirjanova | 2460  | 7    | 8     |
| Lu Miaoyi          | 2410  | 7½   | 9     |

## Besondere Vorkommnisse
In zwei Fällen wurden Ergebnisse einzelner Partien revidiert, weil bei der Fair-Play-Kontrolle bei dem ursprünglich siegreichen Spieler ein verbotenes elektronisches Gerät vorgefunden wurde. Dieser Regelverstoß führt zwingend zum Partieverlust, auch wenn keine missbräuchliche Verwendung des Geräts nachgewiesen wird. Für die betroffenen Spieler blieb der Verstoß folgenlos, sie konnten in weiteren Runden eingesetzt werden.
In Runde 7 der Frauen-Olympiade wurde die Partie zwischen Melody Takayasu (JPN) und Asmi Aayat (PAK) für beide Seiten als verloren gewertet, weil sie entgegen der gültigen Sofia-Regel vor dem 30. Zug ein Remis vereinbart hatten.
In der letzten Runde des Frauenturniers war gemäß der Regeln des Schweizer Systems die Paarung zwischen dem Iran und Israel angesetzt. Da iranische Sportler wegen Vorgaben ihrer Regierung nicht gegen solche aus Israel antreten dürfen, gab die iranische Mannschaft den Wettkampf kampflos 0:4 verloren.
Im offenen Turnier trat die Mannschaft aus Liberia in den Runden 7 und 8 nur noch mit zwei Spielern an und zog sich danach ganz zurück. Ursache waren finanzielle Schwierigkeiten, die zu einem Boykott durch einzelne Spieler führten. Im Turnier der Damen zog sich die Mannschaft aus Äthiopien vor der 9. Runde zurück, nachdem in Runde 8 nur noch eine Spielerin des Teams angetreten war.